# Eugenio Michitelli
Eugenio Michitelli (Teramo, 14 gennaio 1771 – Napoli, 22 gennaio 1826) è stato un architetto e ingegnere italiano.

## Biografia

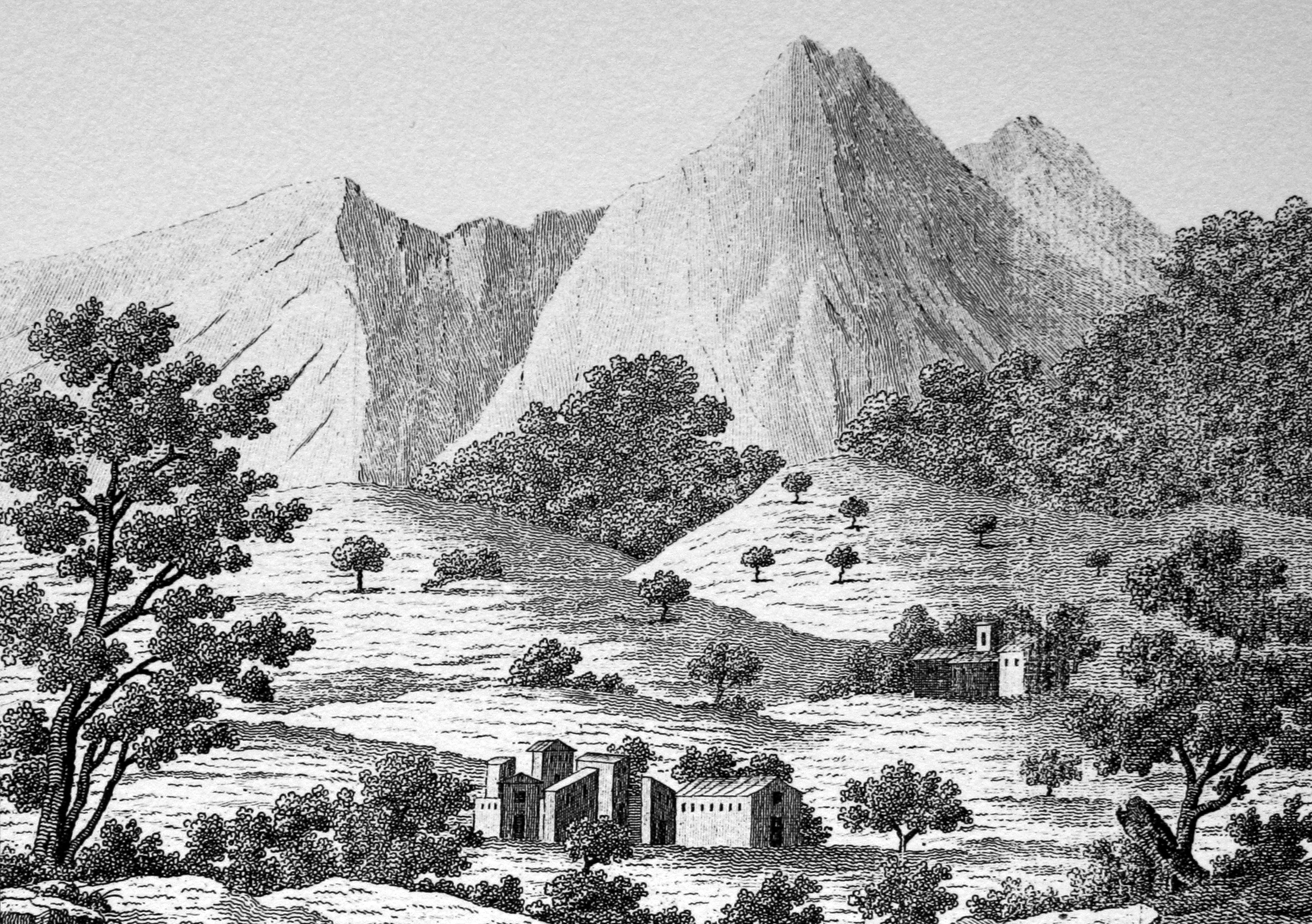
Il Gran Sasso disegnato da Michitelli durante l'ascesa con Delfico

Eugenio Michitelli, figlio di Giovan Nicola  e di Francesca Salvatori, appartenente a una delle più antiche famiglie teramane che fu tra le 48 che governarono la città al tempo dell'oligarchia.

Iniziò presto gli studi del disegno e delle belle arti e frequentò diciassettenne il circolo culturale di idee illuministe. 
 
Si trasferì a Napoli nel 1791, per frequentare gli studi di architettura che già nel 1794 aveva completato. 

Torna a Teramo per iniziare l'attività professionale. 

Tra i suoi primi incarichi si occupa del Gran Sasso, sia per un'indagine geologica che per la sua misurazione e rappresentazione. 
Fu infatti al seguito di Orazio Delfico durante la salita alla vetta del Corno Grande compiuta dal nobile teramano; sono sue le tavole disegnate a corredo del volumetto che Delfico pubblicò per dare conto della sua impresa.
Nel settembre 1799 è costretto a fuggire nella limitrofa regione della Marca, oltre il confine del Regno Borbonico perché accusato di essersi schierato, insieme ai fratelli Biagio e Gaetano, a favore dei francesi che stavano per occupare il Regno. 

Quando i francesi occupano Teramo, Michitelli può rientrare nella propria città natale. 

Con il rientro al potere dei Borboni, pur se deciso era stato il suo appoggio ai francesi, il suo nome non viene inserito nella lista dei colpevoli per reati contro lo Stato.
Nel 1802 ottiene la qualifica di Regio Architetto ed Ingegnere. 

Quando, nel 1806 i francesi rientrano in Italia, ottiene l'impiego nella nuova amministrazione con la nomina di Regio Ingegnere aggiunto nel dipartimento del Nord, prima Ispezione, sul territorio che comprendeva i tre Abruzzi, per il nuovo "Servizio di Ponti e Strade" appena istituito da Giuseppe Bonaparte con Regio Decreto del 31 marzo 1806. 

Anche il concittadino, l'ing. Carlo Forti venne inserito nel dipartimento del Nord e prima Ispezione della neonata struttura tecnica.

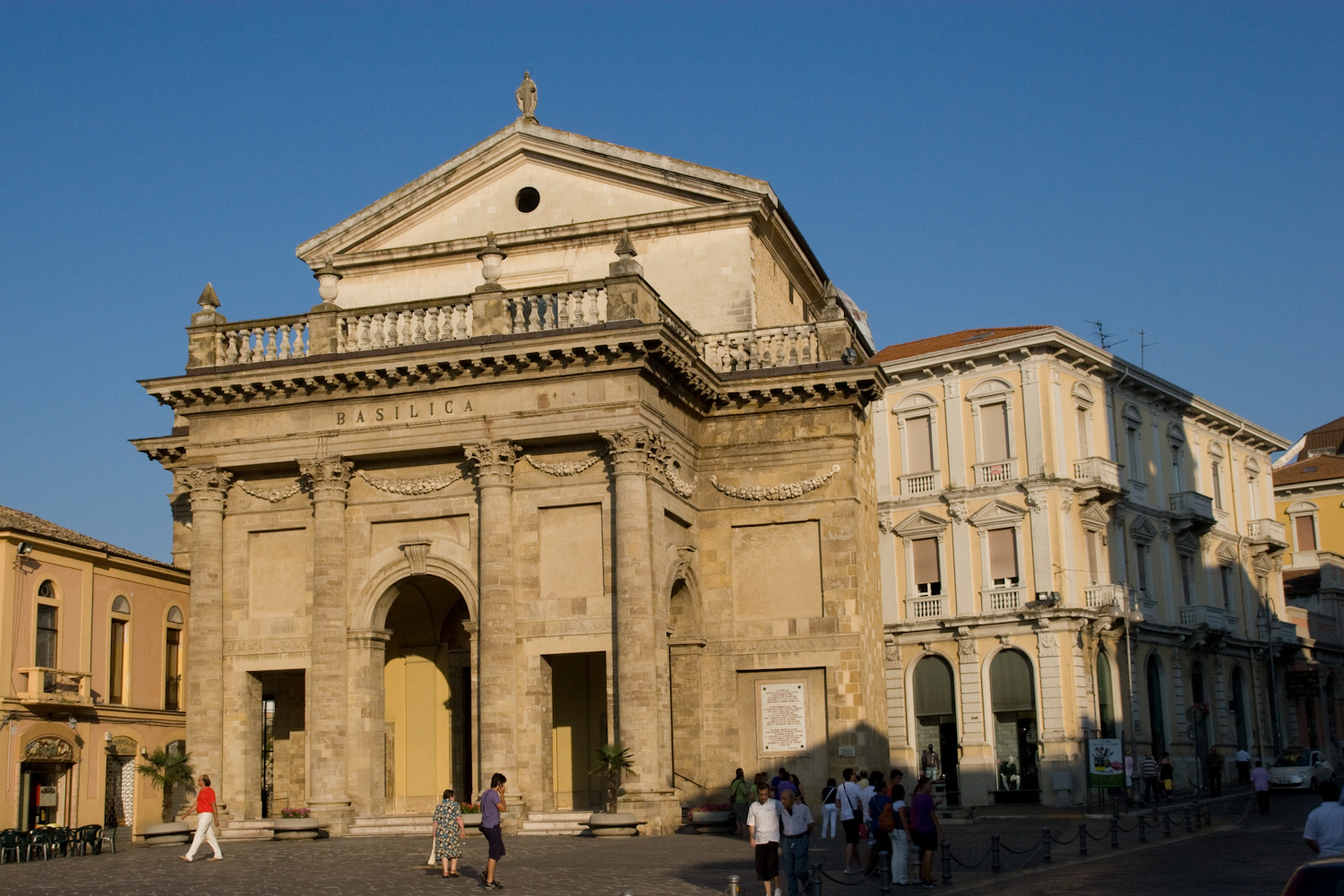
La facciata (incompiuta nel settore superiore) della Cattedrale di Lanciano, progettata da Michitelli, per cui in piazza si demolì la chiesetta dell'Annunziata

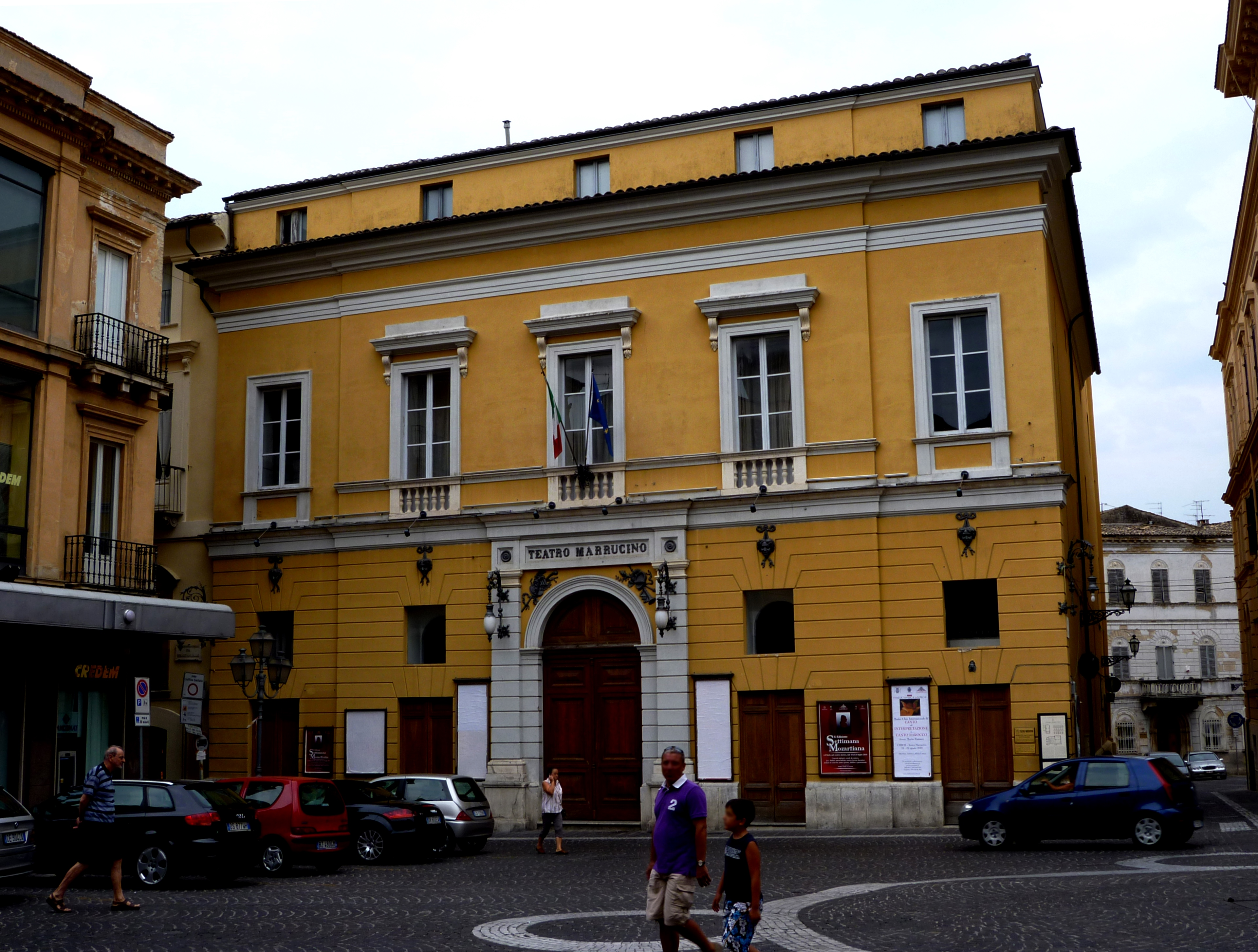
Esterno del teatro Marrucino di Chieti, ricavato dall'ex chiesa del Gesù su progetto di Michitelli (1813-18)

Già l'anno successivo, nel 1807, in previsione di una visita ai territori abruzzesi di Giuseppe Bonaparte furono iniziati gli urgenti e necessari lavori di sistemazione delle infrastrutture. 
  
In Italia e particolarmente nel Regno di Napoli ai primi dell'800 la viabilità era quasi inesistente e risalente addirittura all'epoca dei Romani. 

Il Re Giuseppe Bonaparte, giunto a Teramo il 21 maggio 1807 manifesta soddisfazione per lo stato trovato nelle strade. 

L'incoraggiamento e la promessa di tornare presto a far visita ai territori incoraggiò i Comuni a procedere nel miglioramento della viabilità. 
 
Michitelli e il Forti furono in prima linea nell'impegno tecnico di rendere rotabili le strade. Michitelli ebbe l'incarico di progettare e dirigere i lavori per la nuova strada Chieti-Popoli, viabilità necessaria per favorire il collegamento con Napoli, affiancando là dove possibile il vecchio tracciato consolare romano. 
L'incarico prevedeva anche il collegamento di questa arteria  con Teramo per mezzo di una opportuna strada. 

Con Regio Decreto del 18 novembre 1808, il nuovo re Gioacchino Murat fonda il Corpo Reale degli Ingegneri di Ponti e Strade e Michitelli, con il titolo di Ingegnere aggiunto, farà parte anche di questa nuova struttura tecnica dove l'ingegnere Carlo Forti, più anziano del Michitelli, viene nominato Ingegnere Capo. 
Spesso i ruoli del Forti e del Michitelli non sono ben distinti; entrambi dirigono lavori anche distintamente. 

Per provvedere alla formazione dei nuovi ingegneri viene istituito il Decreto del 4 marzo 1811 a firma del Murat, la nuova Scuola di Applicazione di Ponti e Strade. 

Le materie insegnate sono Chimica, Scienze fisiche, Costruzioni, Scienza delle Costruzioni, Meccanica applicata, Geometria descrittiva, Architettura civile, Disegno, Geodesia, Agronomia, Mineralogia, Botanica ed alcune altre. 

Michitelli non deve frequentare la nuova scuola in quanto già conosce le materie. 
Nei primi anni di attività dell'istituito Corpo degli Ingegneri di Ponti e Strade le figure dell'Architetto e dell'Ingegnere si confondono.
A Chieti Michitelli progetta il Teatro comunale, l'attuale Marrucino, ricostruito sulla vecchia Chiesa sconsacrata dei Gesuiti dedicata a Sant'Ignazio e inaugurato nel 1818; a Lanciano progetta la facciata della cattedrale e del camposanto. 

Il 21 giugno 1811 ottiene la promozione a Ingegnere ordinario di 1ª classe (sempre sotto le direttive di Carlo Forti) e gli viene assegnato provvisoriamente il Dipartimento dell'Abruzzo Citeriore. Deve occuparsi di tutte le opere pubbliche direttamente o per mezzo degli ingegneri alle proprie dipendenze. 

Raggiunge la carica di Ingegnere Capo (la massima per un ingegnere che esercita la professione) a seguito del Regio del 22 ottobre 1881 che uniforma le figure dell'Ingegnere Ordinario di 1ª Classe dipartimentale.
Non può però accettare incarichi fuori dei confini territoriali del proprio dipartimento senza preventiva autorizzazione del Ministro. Michitelli ha alle sue dipendenze anche altri ingegneri. 

Con la crisi economica e le carestie seguite alla Restaurazione borbonica, si cerca di ridurre le spese. 
Viene abolito il Corpo di Ponti e Strade e la Scuola di applicazione. 

Viene istituita la Direzione Generale di Ponti e Strade e Michitelli ne farà parte come Ingegnere di 1ª classe, con l'incarico di direttore delle opere pubbliche provinciali per l'Abruzzo Citeriore. 
Non ha colleghi alle sue dipendenze per lo svolgimento del servizio. 

Può però accettare altri incarichi esterni. Riprende l'attività di architetto nella città di Lanciano. 
Nel febbraio 1823 ha la nomina di ingegnere nella commissione nella Provincia dell'Abruzzo Citeriore. 
Nel 1824, ottenuta una promozione, si trasferisce a Napoli per svolgere l'incarico di ingegnere nella Commissione delle opere di conto regio della Direzione di Ponti e Strade. 

Muore nel 1826, all'età di 55 anni. 

Tra le opere di Eugenio Michitelli che maggiormente hanno messo in luce qualità di architetto non facili da esprimere in quel difficile periodo, sono da annoverare la cattedrale di Santa Maria del Ponte di Lanciano e il Teatro Comunale di Chieti.

## Cronologia attività professionale
Il talento di Eugenio Michitelli come architetto si rivela fin dai primi progetti eseguiti a Teramo all'inizio della carriera. 

Sotto Carlo Forti ha modo di perfezionare le conoscenze di ingegneria. 

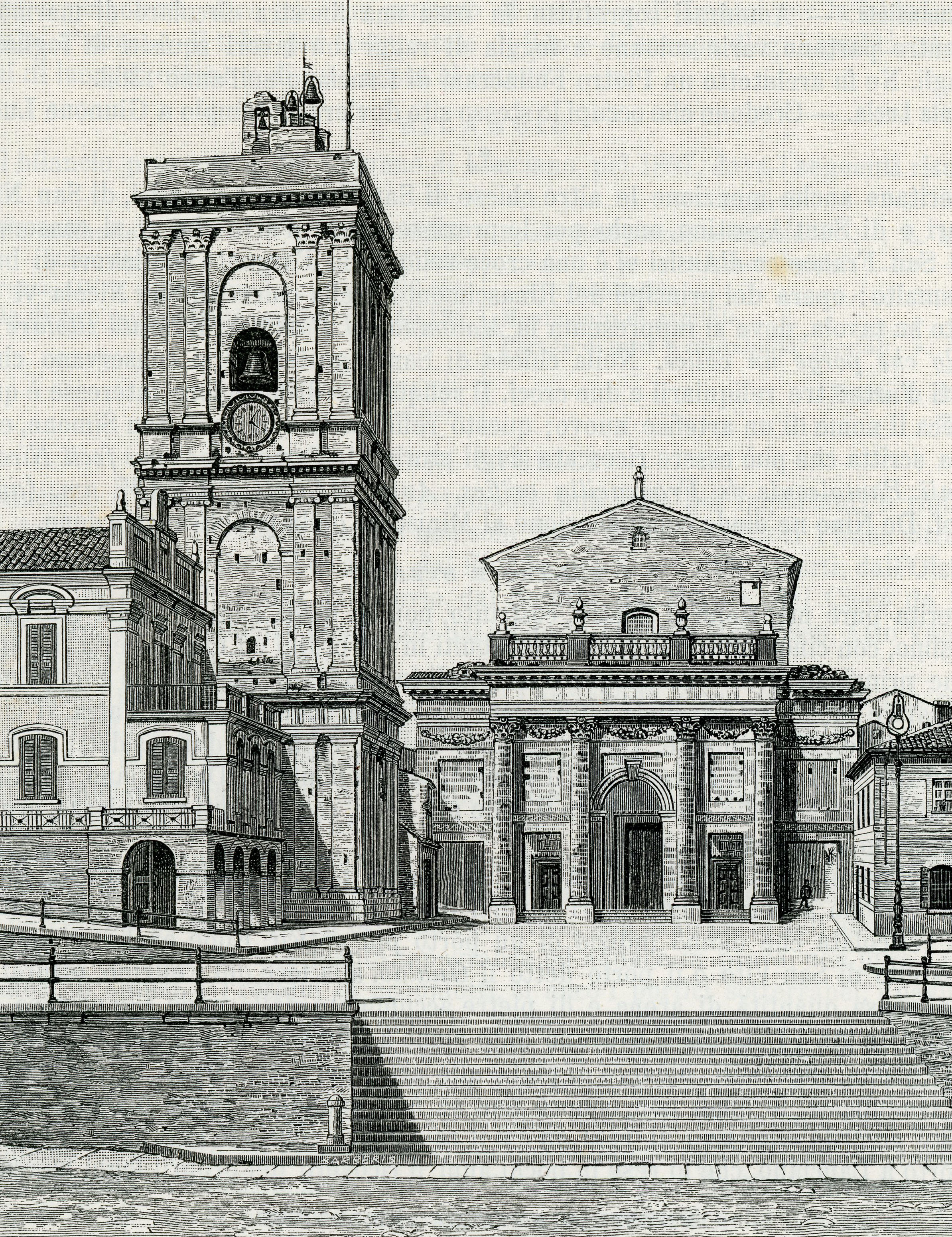
Disegno del 1899 ritrante la Basilica della Madonna del Ponte a Lanciano, con la facciata incompiuta, progettata da Michitelli

- 1794, segue Orazio Delfico nell'ascesa al Gran Sasso d'Italia e realizza tre tavole per il volumetto da questi pubblicato.
- 1802, tra i progetti del Michitelli si possono annoverare i progetti di ponti provvisori sul fiume Vomano eseguiti insieme a Forti;
- 1802-1803, esegue i progetti per la città di Teramo del Carcere provinciale, del Palazzo del Tribunale e del Palazzo dei Presidi.
- 1805, sempre a Teramo esegue il progetto per la ricostruzione del monumento nella Piazza maggiore e la direzione dei lavori per la demolizione di un ponte sul Tronto.
- 1806, insieme a Forti progetta il monumento provvisorio per Giuseppe Bonaparte da collocare in piazza della Croce a Teramo. Sempre nello stesso anno esegue il primo progetto fuori dalla propria città: il ponte di barche a Pescara.
- 1807, dirige i lavori per la strada provinciale Chieti-Popoli. È questo il momento in cui comincia a progettare e a dirigere lavori stradali.
- 1807-1812, si occupa anche della strada provinciale per Teramo, diramazione della Chieti-Popoli.
- 1810, si occupa della strada Isernia-Castel di Sangro. In quell'anno dirige anche i lavori per la costruzione del ponte di barche sul Tronto; collabora inoltre con l'ing. Forti al progetto della strada provinciale Roccaraso-Palena-Lanciano.
- 1810-1811 progetta alcune cappelle a Città Sant'Angelo. Nel 1811 lascia la città di Teramo per risiedere a Chieti.
- 1812, a Chieti progetta il Teatro Comunale e la trasformazione del vecchio convento di San Domenico in Palazzo dell'Intendenza dell'Abruzzo Citeriore.
- 1813-1816, sempre in Chieti progetta le trasformazioni in edifici pubblici con archivi di costruzioni appartenute a ordini religiosi come il convento di San Francesco alla Scarpa e l'istituto delle Scuole Pie (1813) e successivamente del convento degli Agostiniani. Nel 1815, sempre in Chieti progetta la trasformazione del quartiere della Civitella in caserma della Gendarmeria Reale.
- 1816-1817, torna a progettare numerosi progetti di strade per il collegamento del fiume Pescara al fiume Trigno o per il collegamento di Lanciano con la Strada provinciale per Chieti. Per Lanciano predispone il Piano Urbanistico, nel 1817 progetta il Teatro Comunale e disegna la facciata della cattedrale di Santa Maria del Ponte.
- 1818-1820, progetta il camposanto di Lanciano.
- 1822, sempre in Lanciano progetta la trasformazione in prigione distrettuale dei conventi dei Padri Lateranensi e di Santa Maria della Nuova.
- 1823-1824, progetta vari interventi per la sistemazione di strade e ponti in varie località dell'Abruzzo Citeriore, occupandosi anche della valutazione della qualità geotecnica dei terreni attraversati.
- 1824, si trasferisce a Napoli per ricoprire l'incarico di ingegnere nella Commissione delle opere di conto regio della Direzione di Ponti e Strade.